# Valeriana verticillata
Valeriana verticillata är en kaprifolväxtart som beskrevs av Dominique Clos. Valeriana verticillata ingår i släktet vänderötter, och familjen kaprifolväxter. Inga underarter finns listade i Catalogue of Life.